# نسيب المتني
نسيب المتني ( 1910 - 1958م) هو صحافي لبناني، ونقيب المحررين، ومؤسس جريدة «التلغراف» في لبنان، كان من انصار التيار القومي الداعي إلى التقارب مع الجمهورية العربية المتحدة، اُغتيل في العام 1958 في بيروت.

## نبذة
نسيب أسعد المتني من بلدة الدامور الشوفية، عمل وأسس وترأس تحرير عدد من الصحف في لبنان، منها: سكرتير تحرير جريدة البيرق"، ورئيس تحرير مجلة اليقظة التي صدر العدد الأول منها في شهر حزيران 1929 عن نقابة عمال المطابع، وهي أول مجلة عمالية لبنانية، وسميت: (لسان حال العمال في لبنان). وأسس جريدة الطيار، وجريدة التلغراف مع أخيه توفيق، في العام 1930 تحت شعار: جريدة للدفاع عن الشعب في متناول الشعب.
أصبح المتني نقيب المحررين اللبنانيين في 9 أيلول 1942، إلى الأول من تشرين الثاني العام 1943. ثم أنتخب عمدة المحررين في 2 تشرين الثاني العام 1944 إلى 11 تشرين الثاني العام 1945. كان المتني مواليا لجمال عبد الناصر، وعضوًا في الحزب التقدمي الاشتراكي.

## اغتياله
عارض المتني التمديد للرئيس الراحل كميل شمعون، وجاهره بمعارضته، ووصف التمديد بالجريمة. وفي ليل السابع من أيار 1958، أثناء «أحداث 1958»، اخترقت جسده رصاصات مجهولة المصدر، وأعلن عن وفاته في 8 أيار 1958، فغابت صحف لبنان ثلاثة أيام حداداً على شهيدها.

ويروي جورج البطل في مجلة بدايات اللبنانية تفاصيل الحادثة قائلا:
في تلك السّنة كنّا نسكن في منطقة الخندق الغميق، ويقع منزلنا على الزاوية بين «شارع سوريا» والشّارع المؤدّي إلى الباشورة. في الطابق السادس. مقابل غرفتي، شارعٌ يصل شارع سوريا بشارع بشارة الخوري، في منتصفه دائرة سير وبالمقابل بيت صاحب صحيفة «التلغراف» نسيب المتني. وأنا عائدٌ من سهرة حوالي الساعة الثانية أو الثانية والنّصف بعد منتصف الليل، وقفتُ على الشبّاك أدخّن سيجارةً كي لا تمتلئ الغرفة برائحة الدّخان، شاهدتُ اغتيال نسيب المتني. منزله مقابل دائرة الشّرطة. قدّرتُ أنّه تعرّض للاغتيال لأنّ الضوء لم يكن كافياً للرؤية بشكل جيّد. شاهدتُ وصول سيّارة من نوع فولسفاغِن توقفَت وترجّل منها شخصٌ (هو نسيب المتني). أطلقوا عليه الرصاص. لم أرَ إطلاق النار، سمعتُ صوته فقط، كما لمحتُ شخصاً ترجّل من سيّارة نسيب نفسها حمله ونقله إلى المستشفى. عرفتُ على الفور ما حصل. أخبرتُ المتواجدين في المنزل أنّ نسيب المتني تعرّض لإطلاق نار. 
ويقول المفكر كريم مروة: 
كنت أعرف المتني جيدًا، وهو صحافي ولديه جريدة واسعة الانتشار، وكان عضوًا في الحزب التقدمي الاشتراكي وكان شعبويًّا. تمّ اختياره (اغتياله)، ليعمل مشكلة في البلد، وكان البلد عمليًّا يتحضر لهذا المشكل… 
كان اغتيال المتني فاتحة للحرب الأهلية اللبنانية الأولى، إذ عمّت الاحتجاجات والإضرابات أرجاء البلاد، واندلعت في طرابلس معارك مع الجيش وقوى الأمن الداخلي، ذهب ضحيتها مئات بين قتيل وجريح.
قد انتهت حوادث 1958 في 23 أيلول 1958، وتخلّلها الانزال العسكري الأميركي على شواطئ مدينة بيروت في 15 تموز 1958 غداة الانقلاب الذي أطاح الملكية في العراق، وانتخاب اللواء فؤاد شهاب رئيسًا للجمهورية اللبنانية في 31 تموز 1958.